# Rezerwat przyrody Pomiechówek
Rezerwat przyrody Pomiechówek – leśny rezerwat przyrody utworzony w 1981 r. na terenie gminy Pomiechówek (powiat nowodworski, województwo mazowieckie). Zajmuje powierzchnię 18,86 ha.
Celem ochrony jest zachowanie fragmentu lasu grądowego i licznymi drzewami pomnikowymi oraz bogatą fauną.
Drzewostan tworzą 150-letnie dęby szypułkowe z udziałem sosny zwyczajnej, brzozy brodawkowatej i topoli osiki.